# London Dungeon

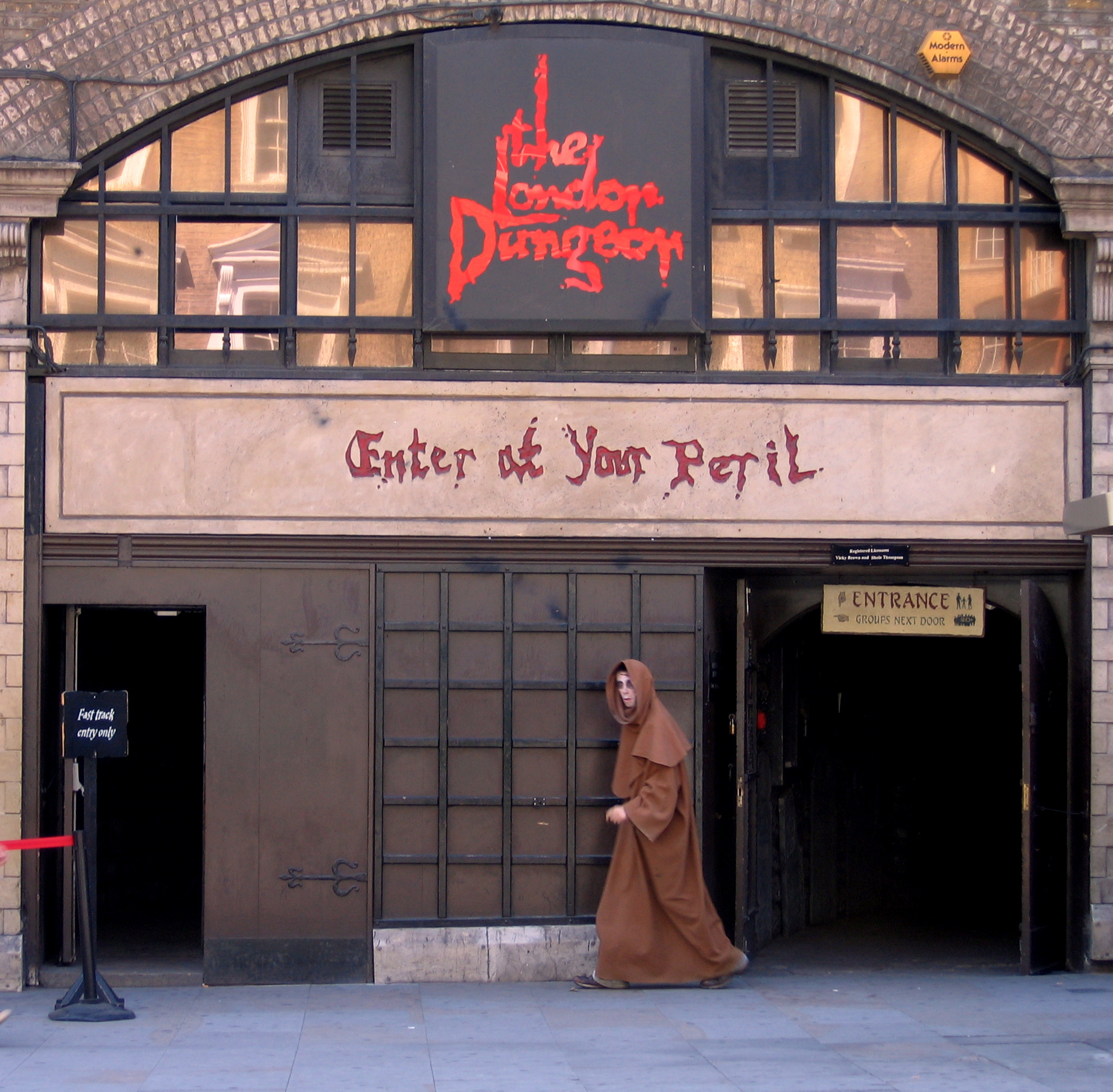
Ingången till London Dungeon

London Dungeon är en turistattraktion som ligger på Westminster Bridge Road, nära stationen Waterloo, i London. Det är en av flera som ingår i The Dungeons, en kedja av olika skräckkabinett i olika städer.
London Dungeon återskapar blodiga historiska händelser från Englands historia. Bland de drygt 14 olika utställningarna finns till exempel Stora branden i London, Jack Uppskäraren, Domedagen, Tortyrkammaren, Henrik VIII av England, Towern och Franska revolutionen. 2004 öppnades två nya utställningar, Boat Ride to Hell och Labyrinth Maze of Mirrors som är världens största spegellabyrint.
Hamburg Dungeon, York Dungeon och Edinburgh Dungeon har samma ägare som London Dungeon. 2005 öppnade Amsterdam Dungeon, 2013 Berlin Dungeon.